# تشارلز إل. قاي
تشارلز إل. قاي (بالإنجليزية: Charles L. Guy)‏ هو قاضي ومحامي وسياسي أمريكي، ولد في 6 يناير 1856، وتوفي في 21 يوليو 1930. حزبياً، نشط في الحزب الديمقراطي. وقد انتخب عضو مجلس ولاية نيويورك.